# Pagodi sonca in lune
Pagodi Sonca in Lune (kitajsko: 日月双塔; pinjin: Rìyuè Shuāngtǎ) sta dve pagodi v mestu Guilin v provinci [[Guangši]g na Kitajskem. Prvotno zgrajeni v mestnem jarku Guilina v času dinastije Tang, sta bili leta 2001 rekonstruirani z uporabo zgodovinskih zapisov kot osrednji del kulturnega parka Rijue Šuangta – parka, ki je zasnovan okoli enotnosti budizma, konfucijanstva in taoizma.

## Opis
Pagoda Lune je bila zgrajena na otoku v jezeru Šan, medtem ko je bila pagoda Sonca zgrajena v jezeru. Pagoda Sonca ima osmerokotno osnovo, je obložena z bronom, ima devet nadstropij in je visoka 41 m. Pagoda Sonca je najvišja bronasta pagoda na svetu in ena redkih pagod na svetu, ki ima dvigalo. Lunina pagoda ima osmerokotno osnovo, obloženo z glaziranimi ploščicami, ima sedem nadstropij in je visoka 35 m. Predstavljena je bila kot deveti postanek v štirinajsti sezoni serije Neverjetna dirka leta 2009.

## Rekonstrukcija
Jezero Šan je bilo izsušeno, območje pa je bilo izkopano. Med izkopavanji so odkrili prvotne temelje in več artefaktov, vključno z zgodovinsko japa mala. Najpomembnejša najdba je bila kamnita škatla z zvitki, ki jih je napisal cesar dinastije Tang. Zvitki povezujejo budistične nauke s kitajskim zodiakom. Artefakti, odkriti med izkopavanji, so shranjeni v podzemnem muzeju na lokaciji. Muzej vsebuje tudi kipa Laozija in Konfucija v skladu s temo parka. Muzej ima tudi reliefe bodhisatve Bhaisajjaguruja, ki je zavetnik kitajskega zodiaka. Pagoda Sonca je s pagodo Lune povezana s podvodnim steklenim tunelom, v pritličju pa je čajnica in bronasti zvon za blagoslov. Dvigalo pelje le do šestega nadstropja in obiskovalci se morajo povzpeti po stopnicah, da si ogledajo Budovo prstno kost in uživajo v razgledu na središče mesta.